# Паладино, Доменико
Домени́ко Палади́но (итал. Domenico Paladino, также известен как Mimmo; род. 1948) — итальянский художник, скульптор и гравёр.
Один из ведущих представителей художественного движении трансавангард.

## Биография
Родился 18 декабря 1948 года в Падули, недалеко от Беневенто. Его дядя по отцовской линии — Сальваторе, также является художником.
Искусство начал изучать в лицее Liceo Artistico di Benevento, где учился в 1964—1968 годах. В неаполитанской галерее Galleria di Lucio Amelio Доменико встретился и познакомился с художником Антонио Дель Донно (Antonio Del Donno). В 1964 году они впервые посетили Венецианскую биеннале, оставшись очарованными американскими поп-арт художниками. В 1968 году состоялась первая выставка Доменико Паладино в галерее Galleria Carolina di Portici, где его представил Акилле Бонито Олива. В следующем году он же представил Паладино на его выставке Caserta в студии Studio Oggetto Энцо Каннавиелло (Enzo Cannaviello). На следующей выставке Паладино в галерее Galleria Nuovi Strumenti в Брешии он показал только свои фотографические работы.
В конце 1970-х годов Паладино переехал в Милан. В 1977 году он принял участие в выставке «Internazionale Triennale für Zeichnung» во Вроцлаве. В этом же году он создал большую пастельную фреску для Galleria Lucio Amelio в Неаполе. В 1978 году состоялись его выставки галерее Galerie Paul Maenz в Кёльне и галерее Toselli в Милане. В 1978 году художник совершил свою первую поездку в США, в Нью-Йорк — этот город в последующие годы стал местом его выставочных мероприятий. С 1979 года Паладино продолжил сотрудничество с Бонито Оливой и художниками трансавангарда, с которыми участвовал в объединениях «Le stanze» в Castello dei Colonna в Дженаццано и «Aperto '80» на Венецианской биеннале, где официально был представлен трансавангард. Паладино экспонировал свои работы на передвижной художественной выставке в Базеле, Эссене и Амстердаме, что ознаменовало начало его международного успеха, подкреплённого персональной выставкой в Badischer Kunstverein в Карлсруэ в 1980 году.
С 1980 года тяга к рисованию привела художника к ещё одному увлечению: гравюре, в частности к ксилографии, акватинте и линогравюре. Встреча с Джорджио Упильо в 1984 году усилила его стремления и позволила достичь выдающихся результатов в этой области искусства. В 1980 году он создал свой первый книжный объект под названием «EN DE RE» в Galleria Mazzoli в Модене, и в этом же году он участвовал в выставке «Italiana: nuova immagine», которую курировал Бонито Олива в Loggetta Lombardesca в Равенне и в выставке «Egonavigatio» в Мангеймской кунстхалле в Мангейме.

## Выставочная деятельность
В 1981 году персональные выставки Паладино прошли в Художественном музее Базеля и в Обществе Кестнера в Ганновере, а также в Мангейме, Гронингене и Болонье. В этом же году в Королевской академии в Лондоне он участвовал в выставке «A New Spirit in Painting» и в выставке под названием «Il mobile infinito» в Миланской политехнике. В 1982 году он принимал участие в Partecipa alla Biennale в Сиднее, в Zeitgeist, в Documenta 7 в Касселе; провёл персональные выставки в музее Луизиана (музей) в Хумлебеке, в Художественно-музейном объединении Вупперталь в Вуппертале, в Städtische Galerie в Эрлангене; затем в частных галереях Антверпена, Монако, Неаполя, Парижа, Рима, Цюриха. С 1982 года у скульптора сложились долгосрочные отношения с галерей Galleria Waddington в Лондоне. Также в 1982 году он совершил поездку в Южную Америку, посетил Бразилию, где познакомился с местной культурой.
В 1980-х годах Доменико Паладино совершил много поездок в США, где в 1983 году он организовал свою первую персональную выставку в галерее Sperone Westwater в Нью-Йорке и провел персональную выставку в Лос-Анджелесе в музее New Port Harbour Art Museum. Также в 1983 году он участвовал в выставке Galleria Mazzoli в Модене. Помимо персональных выставок в галереях Стокгольма, Мюнхена, Нью-Йорка, Рима и Торонто, Паладино принимал участие в важных групповых выставках, таких как выставка, посвященная трансавангарду в Мадриде, и в лондонской галерее Tate в Лондоне на выставке «New Art at the Tate Gallery 1983». В 1984 году он провел персональную выставку в Музее современного искусства в Лионе; выставлялся на коллективных выставках «Det Italienska Transavangardet» в Lunds Konsthall в Стокгольме, «An Internationali Survey of Recent Painting and Sculpture» в Музее современного искусства в Нью-Йорке, «Content: a Contemporary Focus, 1974/1984» в Музее Хиршхорн и саду скульптур, «Contemporary Italian Masters» в Чикагской публичной библиотеке и Чикагском культурном центре, «Skulptur im 20. Jahrhundert» в Художественном музее Базеля и «The Human Condition: The SFMOMA Biennal III» в Сан-Франциско. Также снова выставлялся в Galleria Waddington в Лондоне и Galerie Thomas в Монако.
В 1985 году он принимал участие в групповых выставках во Франкфурте, в Мюнхене, Осло, Вашингтоне, Нью-Йорке и Париже, в Биеннале в Сан-Пауло. В 1986 году — в Сиракузах, Монако и США (в Омахе, Майами, Цинциннати и в Виргинском музее изобразительных искусств). В 1987 году благодаря сотрудничеству с галереей Galleria Thaddaeus Ropac в Зальцбурге он провел несколько персональных выставок в Граце, Кремсе и Зальцбурге. В этом же году состоялись персональные показы — в Сиэтле и впервые, в Токио в галерее Galleria Fuji. В 1988 году Палладино участвовал в выставках «Europa Oggi» в Центре современного искусства Луиджи Печчи, в «Materialmente» в галерее Galleria d’Arte Moderna Болоньи. В 1988 году он был приглашен на очередную биеннале в Венеции, принимал участие в выставке «L’autoritratto non ritratto» на Arte Fiera '88 в пинакотеке Равенны.
Скульптор активно выставлялся в 1990-х и 2000-х годах. В настоящее время продолжает своё творчество и участвует во многих выставках по всему миру.
Наибольшее количество его произведений находится в музеях Италии: в Национальной галерее современного искусства в Риме, Музее современного искусства в Болонье, Музее современного искусства Доннареджина, Музее Каподимонте в Неаполе.
- Некоторые работы
- Blickachsen-7
- Senza titolo
- Sans titre